# Goaßlschnalzen

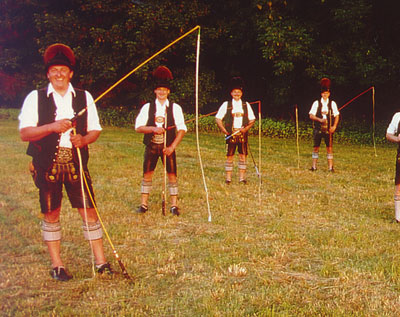
Traunwalchener Goaßlschnalzer in Chiemgauer Tracht

Goaßlschnalzen (Goaßlschnöllen in Südtirol) ist ein bayerisch-österreichisch-südtiroler Brauch.
Der Name erklärt sich aus der Bezeichnung für die Fuhrmannspeitsche, im bairischen Dialekt Goaßl (‚Geißel‘). Schnalzen bezeichnet das laute und schnelle Krachen oder Knallen mit der Peitsche.
In früheren Jahrhunderten wurde von vielen Fuhrleuten bei der Einfahrt in Ortschaften oder bei anderen Gelegenheiten wie zur Warnung bei Einfahrt in eine Gefahrstelle mit der Peitsche geknallt. Zur Unterscheidung von anderen Fuhrwerken setzten die Fuhrleute immer spezifischere Knallfolgen ein. Es entstanden bestimmte Schlagarten wie der Vorhandschlag, der Rückhandschlag und der Doppelschlag, später auch die Triangel. Im Laufe der Zeit entstanden so Erkennungsmelodien, einzelne Fuhrleute entwickelten beachtliche Geschicklichkeit und übten auch in ihrer Freizeit mit der Peitsche. Nachdem Fuhrleute mit Pferde- oder Ochsengespannen spätestens nach dem Ende des Zweiten Weltkriegs aus dem Alltag verschwunden sind, wird das Schnalzen gewissermaßen als Sport und landestypische Tradition gepflegt.

## Bräuche
- Wettbewerbe im Goaßlschnalzen werden als Einzel-, Doppel- oder Gruppenschnalzen veranstaltet. 1989 wurde das traditionelle „Miesbacher Goaßlschnalzen“ zur „Bayerischen Meisterschaft im Goaßlschnalzen“. Für Wettkämpfe gelten die „Miesbacher Richtlinien“ aus dem Jahr 1989, mit Änderungen im Jahr 2002.[1]
- In Bad Tölz bildet das Leonhardidreschen (Goaßlschnalzen) in der Tölzer Marktstraße den Abschluss der berühmten Leonhardifahrt.
- in Südtirol ist der jährliche Wettbewerb in Passeier bekannt.

## Einzelnachweis
1. ↑  Höhenrainer Schnalzer – Goaßlschnalzen (Memento des Originals vom 30. Januar 2019 im Internet Archive)  Info: Der Archivlink wurde automatisch eingesetzt und noch nicht geprüft. Bitte prüfe Original- und Archivlink gemäß Anleitung und entferne dann diesen Hinweis.